# Shuji Kusano
Shuji Kusano (Fukushima, 2 april 1970) is een voormalig Japans voetballer.

## Carrière
Shuji Kusano speelde tussen 1993 en 1997 voor Yokohama Flügels, Kashiwa Reysol en Brummell Sendai.

## Statistieken
| Japan   | Japan            | Japan           | League | League | Emperor's Cup | Emperor's Cup | J-League Cup | J-League Cup | Totaal | Totaal |
| Seizoen | Club             | League          | Wed.   | Goals  | Wed.          | Goals         | Wed.         | Goals        | Wed.   | Goals  |
| ------- | ---------------- | --------------- | ------ | ------ | ------------- | ------------- | ------------ | ------------ | ------ | ------ |
| 1993    | Yokohama Flügels | J. League 1     | 0      | 0      |               |               | 0            | 0            | 0      | 0      |
| 1994    | Yokohama Flügels | J. League 1     | 1      | 0      | 0             | 0             | 0            | 0            | 1      | 0      |
| 1994    | Kashiwa Reysol   | Football League |        |        |               |               |              |              |        |        |
| 1995    | Kashiwa Reysol   | J. League 1     | 10     | 0      | 0             | 0             | -            | -            | 10     | 0      |
| 1996    | Brummell Sendai  | Football League | 17     | 6      | 1             | 0             | -            | -            | 18     | 6      |
| 1997    | Brummell Sendai  | Football League | 8      | 1      | 0             | 0             | 5            | 3            | 13     | 4      |
| Totaal  | Totaal           | Totaal          | 36     | 7      | 1             | 0             | 5            | 3            | 42     | 10     |